# レンフルーシャー

レンフルーシャー

レンフルーシャー（英語: Renfrewshire、スコットランド・ゲール語: Siorrachd Rinn Friù）は、スコットランドの行政区画の1つである。
グラスゴー、ノース・エアシャー、イースト・レンフルーシャー、インヴァークライド、ウェスト・ダンバートンシャーと隣接する。
総面積261平方キロメートル。人口18万4340人（2022年推計）。
中心地はペイズリー。
グラスゴー国際空港が、ペイズリーとレンフルーの間にある。